# Gefährliche Leidenschaft – Wuthering High
Gefährliche Leidenschaft – Wuthering High (Originaltitel Wuthering High) ist ein US-amerikanisches Fernsehfilmdrama aus dem Jahr 2015.

## Handlung
Cathy Earnshaw, Tochter aus einer wohlhabenden Familie, die aufgrund des Todes ihrer Mutter als Halbwaise lebt, gilt an der Highschool in Malibu als eine Außenseiterin, da sie als Schlampe beschimpft wird. Sie zieht sich schließlich immer mehr und mehr zurück und wird von Teilen ihrer ehemaligen Freunde wie Ellen und die Geschwister Eddie und Bella Linton, Kinder der reichsten Familie des Ortes, geächtet. Ihr Bruder Lee wiederum gerät auf die kriminelle Schiene. Er fällt mit Rücksichtslosigkeit auf, handelt mit Drogen und kommt mit der Justiz in Konflikt. Eines Tages beschließt ihr Vater den jugendlichen Heath bei sich aufzunehmen. Erst kürzlich schob das Amt, für das er arbeitet, dessen Mutter nach Mexiko ab. Cathy und Heath fühlen sich unwiderstehlich zueinander hingezogen und teilen das Schicksal, ihre Mütter aus verschiedenen Gründen verloren zu haben.
Heath nimmt erst die Rolle ihres Bruders ein, die dieser aufgrund seines Zustands nicht mehr gerecht wird. Gemeinsam mit Cathy stehlen sie Lees verschreibungspflichtige Medikamente und werden kurz danach von Hunden angegriffen. Heath, der bereits als Kind auffällig und als unruhig galt, eckt aufgrund seiner unkonventionellen, arroganten Art bei Cathys bester Freundin Ellen an, die sich über den Jungen lustig und um Cathy Sorgen macht. Da sie sich in einem Interessenkonflikt befindet, fühlt sie sich einsamer als zuvor. Um ihren Freundeskreis nicht zu verlieren, gibt sie ihren Freunden nach und beendet schließlich die Beziehung zu Heath. Dieser hörte aber bereits vorher das Gespräch zwischen Cathy und Ellen mit an. Ihre Freunde raten ihr zu einem besseren Freund. Heath wertet dies als Verrat. Wenig später haben beide mit Eifersucht, verletzten und falschen Stolz und den immer noch gegenseitigen leidenschaftlichen Gefühlen füreinander zu kämpfen.
Bella und Eddie versuchen Cathy wieder in die High Society aufzunehmen und beten sie darum, beide auf einen Maskenball zu begleiten. Schließlich gesteht Eddie ihr seine Gefühle. Überraschend verstirbt Cathy und Lees Vater. Zur Verwunderung aller setzt er Heath als dessen Alleinerbe ein. Dieser wirft daraufhin Cathy und Lee aus seinem Haus raus und findet selbst den Weg in die High Society und beginnt eine Beziehung mit Bella. Wenig später erfährt Heath, dass Cathy ertrunken ist. Er beschließt, ihr Grab zu besuchen und sich zu entschuldigen, da er sich selbst die Schuld für ihren Tod gibt. Dort zeigt er nekrophilische Züge, als er schließlich Cathy aus ihrem Grab ausgräbt und weint.

## Hintergrund
Der Film basiert lose auf dem Roman Wuthering Heights von Emily Brontë aus dem Jahr 1847. Die Zeit der Handlung spielt allerdings in der Gegenwart. Der Film erschien auch unter dem Titel The Wrong Boyfriend sowie Wuthering High School.

### Veröffentlichung
Der Film wurde am 14. März 2015 auf Lifetime Television ausgestrahlt.

## Rezeption
„Ins gegenwärtige US-amerikanische Schul- und High-Society-Milieu versetzte Adaption von Emily Brontës „Wuthering Heights“, die die Vorlage teilweise durchaus originell überträgt. Insgesamt aber fehlen die letzte Konsequenz und das handwerkliche Geschick, um zu überzeugen.“

Nostra befindet auf ihrer Filmreview auf My Filmviews, dass die Schauspieler wie ihre Rollen als hölzern und unscheinbar erscheinen. Außerdem prangert sie an, dass die Schauspieler der Teenager aussehen wie Ende 20. James Caan Schauspiel wird durch die schwachen Dialoge eingeschränkt. Als ein weiteres Hauptproblem des Films sieht sie das Setting selbst, dass nicht wie im Roman in stürmischen und wilden Orten spielt, sondern in der leeren und übertriebenen Stadt Malibu. Bemängelt werden Szenen wie eine Auseinandersetzung auf der Mädchentoilette oder drogengetriebene Teenie-Partys.
Im Audience Score, der Zuschauerwertung auf Rotten Tomatoes konnte der Film bei weniger als 50 Bewertungen eine Wertung von 31 % erhalten. In der Internet Movie Database hat der Film bei gut 550 Stimmenabgaben eine Wertung von 3,8 von 10,0 möglichen Sternen.